# Садріддін Салім Бухарі
Садріддін Салім Бухарі (Садріддін Салімов; нар. 16 вересня 1946, Бухара, Узбецька РСР, СРСР — пом. 10 березня 2010, Узбекистан, там само)  — відомий узбецький письменник, поет, публіцист, історик, перекладач, містик. Він також є сценаристом телевізійних художніх і телефільмів. Окрім узбецької, його вірші написані також таджицькою мовою. Він переклав диван «Гарбу Шарк» Йоганна Вольфганга фон Гете безпосередньо з німецької на узбецьку. Його твори перекладено багатьма мовами. Наукові дослідження про секту Накшбанді були опубліковані в іноземних журналах[⇨].
У різні роки працював викладачем Бухарського державного університету, керівником Центру духовності і просвіти Бухарської області (1997-1999), а до кінця життя працював головним редактором. Бухарського видавництва (2001-2010). Був членом Спілки письменників Узбекистану. Згідно з указами Президента Узбекистану нагороджений орденами «Трудова слава» (1999) та «За самовіддані заслуги» (2005)[⇨].
Після смерті Садріддіна Саліма Бухарі видавництво «Дурдона» в Бухарі було названо його ім'ям і вийшла книга під назвою «поет Шаріф Шахар», складена за його спогадами і нотатками. До цього часу в Бухарському державному університеті проводяться літературно-просвітницькі конференції, меморіальні та просвітницькі вечори, присвячені його пам'яті[⇨].

## Біографія
Садріддін Салімов народився 16 вересня 1946 року в сім'ї інтелігентів у селі Чоббоз Бухарського району Бухарської області Узбецької РСР. У 1967-1972 роках навчався на факультеті німецької мови Бухарського педагогічного інституту (нині Бухарський державний університет). Потім працював на кафедрі «Міжфакультетських іноземних мов» цього інституту і багато років викладав студентам німецьку мову. У 1997-1999 роках очолював Центр духовності і просвіти Бухарської області. З 2001 року і до кінця життя працював головним редактором Бухарського видавництва.
Садріддін Салім Бухарі помер 10 березня 2010 року (в лютому)  в Бухарі внаслідок важкого серцевого нападу.

## Творчість
Садріддін Салім Бухарі опублікував кілька поетичних книг, а також понад тридцять творів на історичні та освітні теми. Переклав багато творів. Ряд творів Садріддіна Саліма Бухарі перекладено німецькою, болгарською, російською, українською, англійською, турецькою та таджицькою мовами. Памфлет «Бахуддін Накшбанд або сім пірів» у перекладі Самаджона Азімова вийшов у Німеччині (2014).

## Нагороди
Згідно з указами президента Узбекистану Садріддін Салім Бухарі нагороджений орденом «Трудова слава» у 1999 році та орденом «За самовіддану службу» у 2005 році .

## Пам'ять
Після його смерті видавництво «Дурдона» в Бухарі було названо на честь Садріддіна Саліма Бухарі. 15 грудня 2016 року в Бухарському державному університеті облдержадміністрація, Бухарський обласний осередок Спілки письменників Узбекистану, обласне відділення агентства преси та інформації Бухарського державного університету спільно з редакцією журналу Газети «Бухаронома» і «Бухарский вестник», відзначили 70-річчя Садріддіна Саліма Бухарі, відбувся вечір пам'яті «Поет міста Шаріф»  . У зв'язку з цим була видана книга під назвою «Шаріф Шахар Шаїрі», складена зі спогадів і заміток про поета  .
16 листопада 2020 року в Бухарському державному університеті відбувся просвітницький вечір, присвячений пам'яті Садріддіна Саліма Бухарі на тему «Поет міста Шаріфа»   .
У 2021 році в Бухарському державному університеті відбувся пам'ятний вечір, присвячений 75-річчю від дня народження Садріддіна Саліма Бухарі під назвою «І Садріддін став Бухарою». У рамках заходу відбулася презентація збірки віршів поета «Qadimiy kuy», що вийшла в рубриці «Nazm bostoni» за ініціативи Спілки письменників Узбекистану.